# Torreano
Torreano (friuli nyelven Torean) település Olaszországban, Friuli-Venezia Giulia régióban, Udine megyében. Lakosainak száma 2043 fő (2023. január 1.). Torreano Cividale del Friuli, Faedis, Moimacco, Pulfero, San Pietro al Natisone és Kobarid községekkel határos.

## Népesség
A település népességének változása:
| Lakosok száma | 2131 | 2129 | 2043 |
|               | 2017 | 2018 | 2023 |